# ADI
 For alternative betydninger, se ADI (flertydig). (Se også artikler, som begynder med ADI)
ADI er en forkortelse af "Acceptabel Daglig Indtagelse" og udgør den mængde af et stof, som et menneske dagligt kan indtage livet igennem uden risiko. Det er et af flere  parametre, der anvendes ved fastsættelse af grænseværdier for stoffer, som må bruges ved produktion af fødevarer, og som skal vurderes, før de tillades. 
ADI bruges også i forbindelse med  vurderingen af grænseværdier for pesticidrester i fødevarer.  